# 小野寺稙道
小野寺 稙道（おのでら たねみち、長享元年（1487年?） - 天文15年5月27日（1546年6月25日））は、戦国時代前期の出羽国の戦国大名。小野寺氏の第12代当主。史料によっては輝道（てるみち）と記すものがある。従五位下。はじめ中宮亮、稙道名乗りのころから左衛門佐を許されたという。

## 生涯
長享元年（1487年?）、小野寺泰道（やすみち）の子として誕生。幼名は竜保丸で、当初は義尹を名乗った。ただし、泰道の没年が1477年ごろのため、もっと前に生まれた可能性もあるし、父ではない可能性もある。そのため生年については異説も多い。
はじめ、上洛して室町幕府足利将軍家に仕え、永正14年（1517年）頃に第10代将軍・足利義稙から偏諱を賜って稙道と名乗る。義稙が将軍職を辞した後も続いて足利義晴に仕えたが、父の泰道が死去したために帰国して家督を継いだ。
出羽国の横手盆地を中心として勢力を拡大、稙道を名乗るころから小野寺氏の戦国大名化の動きが加速している。湯沢城を拠点に、稲庭・川連・三梨・東福寺・西馬音内・山田・田代・高寺など雄勝郡内の各郷に一族を惣領制的に置き、稲庭城主に嗣子を送りこむなど当主の立場を強化した。そして、「山北屋形」ないし「京都扶持衆」の立場で山北三郡・由利郡内の国人たちに対しては使節遵行を行使して、さらに平鹿郡沼館城を足場として南は村山郡鮭延城（現在の最上郡真室川町）から北は雄物川下流の豊島郡（現在の河辺郡）までを配下に加えた。六郷・本堂・戸沢の各氏に対しては偏諱をあたえ、さらに横手城に本拠をうつそうとした。
天文15年5月27日（1546年6月25日）、金沢八幡の別当である金乗坊と横手城主・大和田光盛ら家臣団の権力闘争に巻き込まれ、家臣により湯沢城に追い詰められて暗殺された（平城の乱）。
跡を三男（四男とも）の輝道（景道）が継いだ。